# سدار (میشیگان)
سدار (به انگلیسی: Cedar) یک منطقهٔ مسکونی در ایالات متحده آمریکا است که در میشیگان واقع شده‌است. سدار ۹۳ نفر جمعیت دارد و ۱۸۱٫۹۷ متر بالاتر از سطح دریا واقع شده‌است.